# Као некад
Као некад је тринаести албум групе Зана из 2006. године у издању City Records-а.
Албум садржи 10 нумера међу њима и ремикси песама „Додирни ми колена” и „Вејте снегови”.

## Позадина
Група је имала наступе по Србији и црногорском приморју. На Сунчаним скалама 2002. године, Жика и Јелена су учествовали као аутори песме „Шта ћу теби ја”, да би наредне две године група отпевала песме „Резервација”, и „Буди фер” такође на Сунчаним скалама. На Пјесми Медитерана 2006. године, група је извела песму „Ране”.
Новембра 2004. године, група је отворила сопствени студио.

## Албум
Комплетан материјал је сниман у студију Зана од јануара до априла 2006. На албуму су учествовали Драган Јовановић - Крле, Александра Ковач, Зоран Бранковић...
Праћен је спотвима за песме "Ране", "Да си мој" и "Знаш ли шта је љубав".

## Списак песама
| №   | Назив                    | Трајање |  |
| 1.  | Нисам анђео ја           |         |  |
| 2.  | Ране                     |         |  |
| 3.  | Кошава                   |         |  |
| 4.  | Знаш ли шта је љубав     |         |  |
| 5.  | Да си мој                |         |  |
| 6.  | Мислим на тебе           |         |  |
| 7.  | Вејте снегови ремикс     |         |  |
| 8.  | Додирни ми колена ремикс |         |  |
| 9.  | Резервација              |         |  |
| 10. | Буди фер                 |         |  |

## Топ листа
| Листа        | Највиша позција |
| ------------ | --------------- |
| City Records | 8               |